# Panagia tis Katholiki (Pelendri)

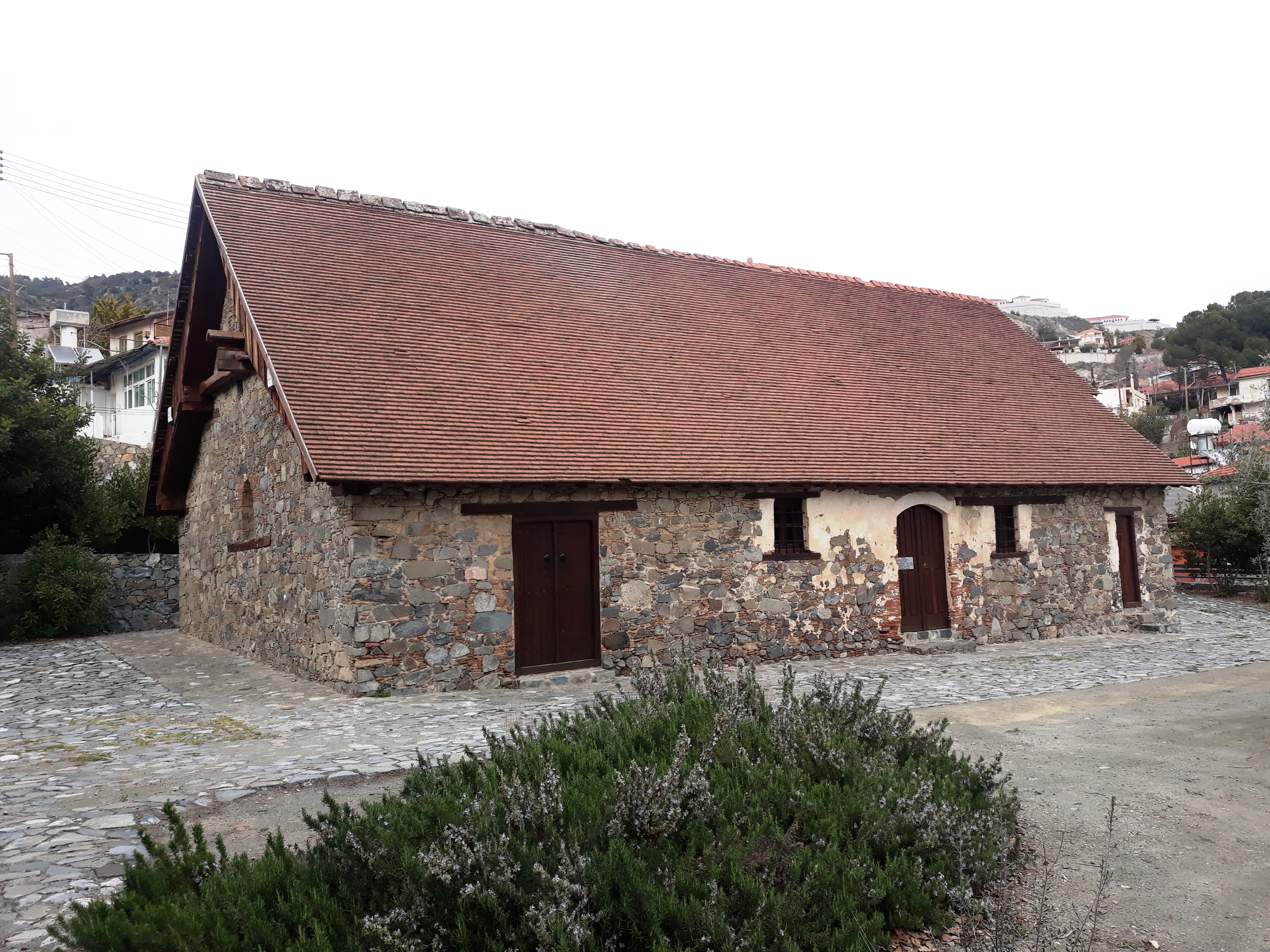
Die Kirche Panagia tis Katholiki

Panagia tis Katholiki (griechisch Παναγίας της Καθολικής) ist ein Kirchengebäude der zyprisch-orthodoxen Kirche auf Zypern. Es liegt in der Gemeinde Pelendri.

## Beschreibung
Panagia tis Katholiki wurde um das 16. Jahrhundert n. Chr. erbaut. Das Gebäude ist dreischiffig, holzgedeckt mit einem halbkreisförmigen Innen- und einem fünfeckigen Außenbogen, die separat überdacht sind. Die hölzerne Ikonostase der Kirche ist größtenteils zeitgenössisch und ist von Ikonen aus dem 16. Jahrhundert umgeben. Die älteste ist das Bild der Kreuzigung Christi auf der Rückseite, das ziemlich beschädigt ist. Es gibt auch eine Ikone der Jungfrau Maria, die 1693 von Ioannikios gemalt wurde.